# Экибастузская мечеть
Экибастузская мечеть — городская мечеть Экибастуза (Казахстан) по адресу ул. Естая Беркимбаева, 165/56. Открыта 11 сентября 1998 года.
Мечеть построена в арабском купольном стиле и рассчитана на 1000 посетителей. Большой зал мечети украшает хрустальная люстра весом 280 кг. Рядом со зданием мечети возведён башнеобразный минарет высотой 50 м, предназначенный для призыва глашатаем (азаншы) мусульман на молитву. Архитектор Ж. Хайдаров.